# Nedroma
Nedroma (arabiska: ندرومة) är en stad i provinsen Tlemcen i Algeriet. Staden var en gång huvudstad i Trara, och byggdes på ruinerna efter en berbisk stad. Folkmängden i kommunen uppgick till 32 498 invånare vid folkräkningen 2008, varav 27 742 bodde i centralorten.

## Världsarvsstatus
Nedroma sattes upp på listan över förslag till världsarv (tentativa listan) den 30 december 2002 som ett kulturarv.